# Saison 1 de Parks and Recreation
Chronologie
Saison 2
Cet article présente le guide des épisodes de la première saison de la série télévisée américaine Parks and Recreation.

## Généralités
- La saison a été diffusée du 9 avril 2009 au 14 mai 2009 sur le réseau NBC.
- Au Canada, la série a été diffusée en simultanée sur le réseau Citytv.

## Distribution

### Acteurs principaux
- Amy Poehler (VF : Valérie Nosrée) : Leslie Knope
- Rashida Jones (VF : Anne Dolan) : Ann Perkins
- Paul Schneider (VF : Philippe Valmont) : Mark Brendanawicz
- Aziz Ansari (VF : Benjamin Gasquet) : Tom Haverford
- Nick Offerman (VF : Bernard Métraux) : Ron Swanson
- Aubrey Plaza (VF : Alice Taurand) : April Ludgate

### Acteurs récurrents
- Chris Pratt (VF : Franck Lorrain) : Andy Dwyer
- Jim O'Heir (VF : Paul Borne) : Jerry Gergich
- Retta (VF : Coco Noël) :  Donna Meagle
- Pamela Reed (VF : Marie-Martine) : Marlene Griggs-Knope

### Invités
- Alison Becker (VF : Véronique Desmardyl) : Shauna Malwae-Tweep
- Brian Huskey (en) : Morgan
- Jim Meskimen (VF : Sébastien Ossard) : Martin Housely
- Lennon Parham (en) : Kate Speevak
- Phil Reeves (VF : Marc Perez) : Paul Iaresco
- Ian Roberts (en) : Ian Winston
- Cooper Thornton (VF : Philippe Siboulet) : Dr Harris
- Jama Williamson (en) (VF : Magali Rosenzweig) : Wendy Haverford

## Liste des épisodes

### Épisode 1:Bienvenue à Pawnee
- États-Unis /  Canada : 9 avril 2009 sur NBC[1] / Citytv
- France : 5 juin 2015 sur Canal+ Séries[2]

- États-Unis : 6,77 millions de téléspectateurs[3] (première diffusion)

### Épisode 2:En campagne
- États-Unis /  Canada : 16 avril 2009 sur NBC / Citytv
- France : 5 juin 2015 sur Canal+ Séries

- États-Unis : 5,92 millions de téléspectateurs[4] (première diffusion)

- Pamela Reed (Marlene Griggs-Knope)

### Épisode 3:La Journaliste
- États-Unis /  Canada : 23 avril 2009 sur NBC / Citytv
- France : 5 juin 2015 sur Canal+ Séries

- États-Unis : 5,24 millions de téléspectateurs[5] (première diffusion)

- Alison Becker (Shauna Malwae-Tweep)

### Épisode 4:Bienvenue au club!
- États-Unis /  Canada : 30 avril 2009 sur NBC / Citytv
- France : 5 juin 2015 sur Canal+ Séries

- États-Unis : 5,29 millions de téléspectateurs[6] (première diffusion)

### Épisode 5:Le Banquet
- États-Unis /  Canada : 7 mai 2009 sur NBC / Citytv
- France : 5 juin 2015 sur Canal+ Séries

- États-Unis : 4,64 millions de téléspectateurs[7] (première diffusion)

### Épisode 6:Rock Show
- États-Unis /  Canada : 14 mai 2009 sur NBC / Citytv
- France : 5 juin 2015 sur Canal+ Séries

- États-Unis : 4,25 millions de téléspectateurs[8] (première diffusion)